# Barragem de Catapereiro
A barragem de Catapereiro localiza-se no concelho de Vila Nova de Foz Côa, distrito de Guarda, Portugal. Situa-se no rio Teja. A barragem foi projectada em 1992 e entrou em funcionamento em 1999.

## Barragem
É uma barragem de gravidade em betão. Possui uma altura de 37,5 m acima da fundação (33,5 m acima do terreno natural) e um comprimento de coroamento de 134,4 m. Possui uma capacidade de descarga máxima de 15,54 (descarga de fundo) + 424 (descarregador de cheias) m³/s.

## Albufeira
A albufeira da barragem apresenta uma superfície inundável ao NPA (Nível Pleno de Armazenamento) de 0,435 km² e tem uma capacidade total de 4,0853 Mio. m³. As cotas de água na albufeira são: NPA de 427,5 metros, NMC (Nível Máximo de Cheia) de 429,57 metros e NME (Nível Mínimo de Exploração) de ... metros.

## Central hidroeléctrica
A central hidroeléctrica é constituída por 2 grupos Pelton de eixo horizontal com uma potência total instalada de 8 MW.